# El casament de la Dama Grisa
El casament de la Dama Grisa (títol original en anglès, The Good Witch's Gift) és un telefilm del 2010 dirigit per Craig Price. Es va estrenar al canal canadenc Hallmark Channel el 13 de novembre de 2010. S'ha doblat al català central per a TV3.
La pel·lícula és la seqüela de The Good Witch's Garden i la tercera entrega de la franquícia de mitjans de la Dama Grisa.